# 西武601系電車
西武601系電車（せいぶ601けいでんしゃ）は、西武鉄道が1962年より製造した通勤形電車である。同社初のカルダン駆動方式採用車であった。
それ以前の西武は他の大手私鉄とは異なり、1950年代中期から盛んとなった高加減速性能を持つ通勤型車両の導入を行わず、1960年代に入っても日本国有鉄道（国鉄）中古部品搭載の低性能な電車を量産する「質より量」の車両政策を採っていたが、この系列を機としてようやく電車の性能向上に取り組み始め、西武の車両史を変革させた車両であった。しかしながら装備の一部に引き続き中古部品を使い、低コストを志向して簡素なメカニズムに徹するなど、同時期の他私鉄に比して見劣りする車両であった。またそれだけではなく、旧性能の在来車との混結も考慮したためにブレーキ装置は在来車と同一とされるなど、カルダン駆動方式の持つ高加減速性能などの高性能をあまり発揮できなかった。
過渡期の存在であり、1963年までの短期間に4両編成7本28両が製造されたのみであった。後継の701系電車等に伍して、1960年代から1980年代まで、西武新宿線ほかの通勤輸送に用いられたが、この間、1970年代中期以降は601系としての編成組成を解かれ、独立した系列としての実態を喪失した。電動車は701系に編入され、701系とともにブレーキ装置の改良や冷房装置の搭載などを施されて、走行性能や旅客サービスを改善した。一方制御車については台車交換などの近代化措置を受けたものの、機器類に互換性のある旧型車両のグループに実質編入され、末期はもっぱら支線運用に充てられた。
西武鉄道在籍車・地方私鉄譲渡車とも既に廃車され現存しない。

## 概要
クハ1601形（制御付随車 (Tc) ） - モハ601形（電動車 (M) ） - モハ601形（電動車 (M') ） - クハ1601形（制御付随車 (Tc) ）の4両編成で、1962年末から1963年までに4両編成7本28両が製造された

### 車体
西武所沢車両工場で内製した、20m級の3ドア軽量車体。全金属製である。
外観は、前年の1961年に製造された吊り掛け式の551系とほぼ同型である。正面は細いピラーを中央に通した湘南形2枚窓、だが扉は鋼板プレスドアに戻っている。当初の塗装は、俗に「赤電」と呼ばれるローズピンクとベージュのツートーンで、この点も在来車と変わらなかった。
異なるのは、551系が先頭車を制御電動車としたため、両端先頭車にパンタグラフがあるのに対し、本系列は中間電動車方式を採用し、中間車2両中1両のみにパンタグラフがある点である。
また、台車の関係からか551系と比べて床面高さが高くなったことから、連結器を避けるための欠き取りが小さくなっている。また、正面ワイパー位置が551系の窓上装備に対して本系列では窓下装備とされている。これにより前面の表情がわずかに異なっている。
車内はロングシートのみの簡素な作りで、蛍光灯照明にアルミデコラ板内装など、当時の一般的水準のきわめて平凡な通勤仕様車であり、特記すべき点は全くない。

### 主要機器

#### 主電動機
中空軸平行カルダン駆動方式の日立HS-836-Frbで、国鉄が開発したばかりの最新型である「MT54」とほとんど同一の設計である。ただし冷却ファン構造の差異のせいか、発生する駆動音は同じ国鉄制式でもやや旧式な「MT46形」に似ていた。日立製作所は国鉄から指定を受け、完全自社設計の電装部品とは別に、他の主要な重電メーカーと統一した仕様で国鉄制式設計の電装部品を製造し、国鉄に納入していたのである。
MT54を搭載した国鉄初の車両である165系電車の就役は1963年1月であり、西武は最新型の主電動機を本家国鉄に先駆けて使用開始したことになる。もっとも西武では、メーカーでの国鉄向け量産が本格化した後の1970年代まで701系・801系・401系（2代）（電装品交換に伴う搭載）用としてこの系列のモーターを新製投入し続けており、導入全期間を通して見ればコストダウンの意図は十分に達成されたと考えられている。
ギア比はMT46搭載車だった国鉄101系電車と同一の84:15 ( = 5.60) で、MT54搭載の国鉄近郊形（ギア比4.82）よりもさらに加速力・牽引力重視の設定である。国鉄では電力消費量の問題などを背景に、このギア比を採ったMT54搭載の通勤形電車はまったく新造されず、約20年後にMT54を搭載する581・583系の近郊形化改造時に101系の駆動装置を転用し、ギア比を5.60とした例が生じたにとどまっている。

#### 制御装置・補機類
主制御器は日立MMC-HT-20A（弱め界磁起動1段、直列10段、並列7段、弱め界磁5段）電動カム軸式1C8M制御の多段制御器で、2両分8個のモーターを制御する。4両編成で制御器1基、パンタグラフも1基で済まされており、コストを抑制している。
制御段数は発電制動がないため、力行（加速モード）のみの23段である。当時はもっと制御段数の多い超多段制御器も多く出現していたが、イニシャルコスト・メンテナンスコストとも高く付くため、在来車との併結も考慮して比較的簡素なこのタイプを選択したものと見られる。これでも制御段数が10段足らずの在来型のCS5よりは上等であった。ただし運転台のマスコンは3ノッチ仕様の旧式な国鉄MC1のままで、在来車と操作性を合わせている。
電動発電機や空気圧縮機は、旧型国電用の部品を充当している。空気圧縮機AK-3形は旧型国電からの中古品だけでなく新製したものも存在し、5000系レッドアローや2000系2両編成車に至るまで、西武標準形として広く採用された。

#### 台車・ブレーキ
電動車の台車は住友金属工業製FS342で、実質的に国鉄の通勤電車・普通電車用標準台車であるDT21そのものである。住友は以前から国鉄向けにDT21を生産していた。鋼板をプレスした部材を溶接で組み立てる、ボルスター付の金属ばね台車でボルスカアンカーは装着せず、ペデスタル支持のウイングばねによる軸箱支持機構など、当時としてもごく平凡無難な構造である。1957年に開発された国鉄101系に採用されて以来、この系列の台車は国鉄向けには1980年代中期まで生産が続いた。
付随車の台車は、またしても中古の流用品のTR11が用いられた。本来、大正時代に国鉄（鉄道省）が客車用に設計し大量に製造され、電車の付随車用としても使われた台車である。弓形イコライザー式の古典台車で、製造後最低でも30年以上を経過しており、20m級の大型客車・電車にはあまり適さず高速域ではピッチングの酷い代物であった。
ただし、混雑の激化に対応して可能な限り大量の車両を揃えねばならなかった当時の状況下、付随台車については既存インフラが有効活用可能で、かつ国鉄払い下げによる大量調達も容易なこの台車以外コスト面で選択肢が存在しなかった西武ならではのやむを得ない事情があった。
元来、戦後の西武鉄道成立以前の一方の母体となった武蔵野鉄道が、この鉄道省系の同型台車採用に長期に渡って固執し続けていたという経緯もあって、この種の台車の整備に必要なインフラは西武社内に整備されていた。
更に、西武は国鉄から車両の払い下げを受けるに当たって、TR11と同型ながら心皿荷重上限が大きいTR12装着車を重点的に指定するなど、現実的範囲でのベターな選択を模索していた。事実、本系列などでの台車再利用に当たっては、所沢車両工場でいったん完全解体のうえ、徹底的な改修工事を実施しており、基本設計の旧弊さは変わりないにしても、可能な限りの強化・近代化を図る努力は怠っていなかった。
また、旧型台車供用では相応の整備ノウハウを求められるが、これを支える技術のある人員も西武には揃っており、この種の台車を採用した各社中では最良に近い整備状況であったことが知られている。
ブレーキは前述の通り電磁給排弁付のAE電磁自動空気ブレーキで、電磁給排弁の付加で特に長大編成時の応答速度は向上しているが、発電ブレーキがないこともあって制動能力そのものは旧型車並みである。電動車のブレーキシリンダーは中継弁を介した台車シリンダー方式としたが、制御車は台車側のブレーキワークの関係もあって車体装架であった。

## その後の推移
1970年代まで主に新宿線系統で後続形式の701系等と共に運用されていたが、新宿線系統の701系基本編成が4両から6両に変更されるのに伴い、1975年以降、少数派の本系列は順次この編成組み替えに種車を供出するため編成を解かれることになった。

### モハ601形
中間電動車モハ601形は既存の701系4両編成に組み込まれることになり、ブレーキをHSC電磁直通ブレーキとし冷房化改造も施され、形式を701系中間車の枝番扱いとする形（モハ701-1 - 14）で同系に編入された。また、客用扉を101系で採用されたものと同じステンレス製無塗装扉に交換している。初期に改造されたモハ701-1・2・5・6は赤電塗装のまま、それ以外は黄色一色で落成したが、後に全車黄色一色となり完全に面目を一新した。しかし窓形状が本来の701系の独立窓ではなく、551系などと同様に2組1セットの2連窓であることから容易に区別がつく。車内の設備は初期の6両は冷房以外ほぼ製造時のオリジナルだったが、モハ701-7以降は新101系と同様の手すり・網棚に交換され、モハ701-9からはさらにドアエンジンがSTK-4D形に変更された。
701系6両編成の廃車進行に伴い、1992年までに全車廃車された。

### クハ1601形
初期に編成を解かれたクハ1601 - 1606は、老朽化したクハ1411形を置き換えるため、塗色・台車・ブレーキ等は従来のまま、吊り掛け駆動の旧型車グループに編入された。1983年11月までに新形式の新101系・301系や3000系に本線運用を置き換えられ離脱した。
この6両は順にクハ1651形（1657 - 1662）と改称し、貫通路を狭幅化の上451系と編成を組んで、国分寺線や多摩川線等の支線を中心に運用された。のち1984年には組成相手である451系の廃車進捗に伴い3両が廃車となったが、残る3両は貫通路を再度広幅化し、551系クモハ556 - 558に連結相手を変え、この際台車は空気ばね台車のFS40となった。
西武鉄道では1988年までに廃車されたが、1984年にクハ1658を、1988年にはクハ1659を総武流山電鉄（現、流鉄）に譲渡（クハ81・クハ71、2001年までに廃車）、また1985年にはクハ1661を一畑電気鉄道（鉄道事業は現、一畑電車）に（クハ191、1998年廃車）に、クハ1662を上信電鉄に（クハ105、1996年廃車）にそれぞれ譲渡している。クハ1662を除いていずれも551系と2両編成を組んで譲渡されたものである。
その後編成を解かれたクハ1607 - 1614は、当時旧型車の淘汰が進行していたため、転用されることなく1981年5月に廃車解体となった。